# Luigi Cherubini
« Cherubini » redirige ici. Pour les autres significations, voir Cherubini (homonymie).
Œuvres principales
Médée
Marie-Louis-Charles-Zénobi-Salvador Cherubini (francisation approximative adoptée par Cherubini lui-même et mentionnée dans tous les documents postérieurs à 1790), né Maria Luigi Carlo Zenobio Salvatore Cherubini le 14 septembre 1760 à Florence et mort le 15 mars 1842 à Paris, est un compositeur italien de la fin du XVIIIe et du début du XIXe siècle, dont la carrière, à partir de 1787, se déroule principalement en France .

## Biographie

### Jeunesse et formation
Fils d'un claveciniste, Luigi Cherubini étudie à Bologne (1778), puis à Milan (1778-1782), sous la direction de Giuseppe Sarti. Il fait alors la connaissance du compositeur tchèque Václav Pichl, maître de chapelle de l'archiduc Ferdinand d'Este, gouverneur autrichien de la Lombardie.

### Débuts
En 1785, deux de ses œuvres sont jouées à Londres. Durant l'automne 1787, il est à Londres et est engagé par le roi George III, pour qui il compose quelques morceaux, dont le King's Theatre.

### Carrière en France
À la fin de 1787, il s'installe à Paris et il est nommé codirecteur du Théâtre de Monsieur en 1789, fonction qu'il abandonne en 1792. Se sentant financièrement à l'aise, il se marie le 12 avril 1794 à Anne Cécile Tourette, fille d'un contreténor. La cérémonie a lieu à la chapelle royale de Louis XVI. Trois enfants naissent de cette union. En 1796, il est nommé inspecteur de l'enseignement au tout nouveau Conservatoire de Paris.
En 1816, il devient surintendant de la chapelle de Louis XVIII.
Il retrouve le Conservatoire, où il exerce comme professeur de composition, avant d'en devenir le directeur en 1822, fonction qu'il n'abandonne que quelques semaines avant sa mort. Il s'efforce avec succès d'élever la qualité de l'ensemble de la formation. Il est aussi actif dans l'organisation de manifestations publiques d'élèves, comme les exercices de musique et d'art dramatique et participe à la naissance de la Société des concerts du Conservatoire.
Il est par ailleurs un franc-maçon actif, membre de la loge Saint-Jean de Palestine du Grand Orient de France.

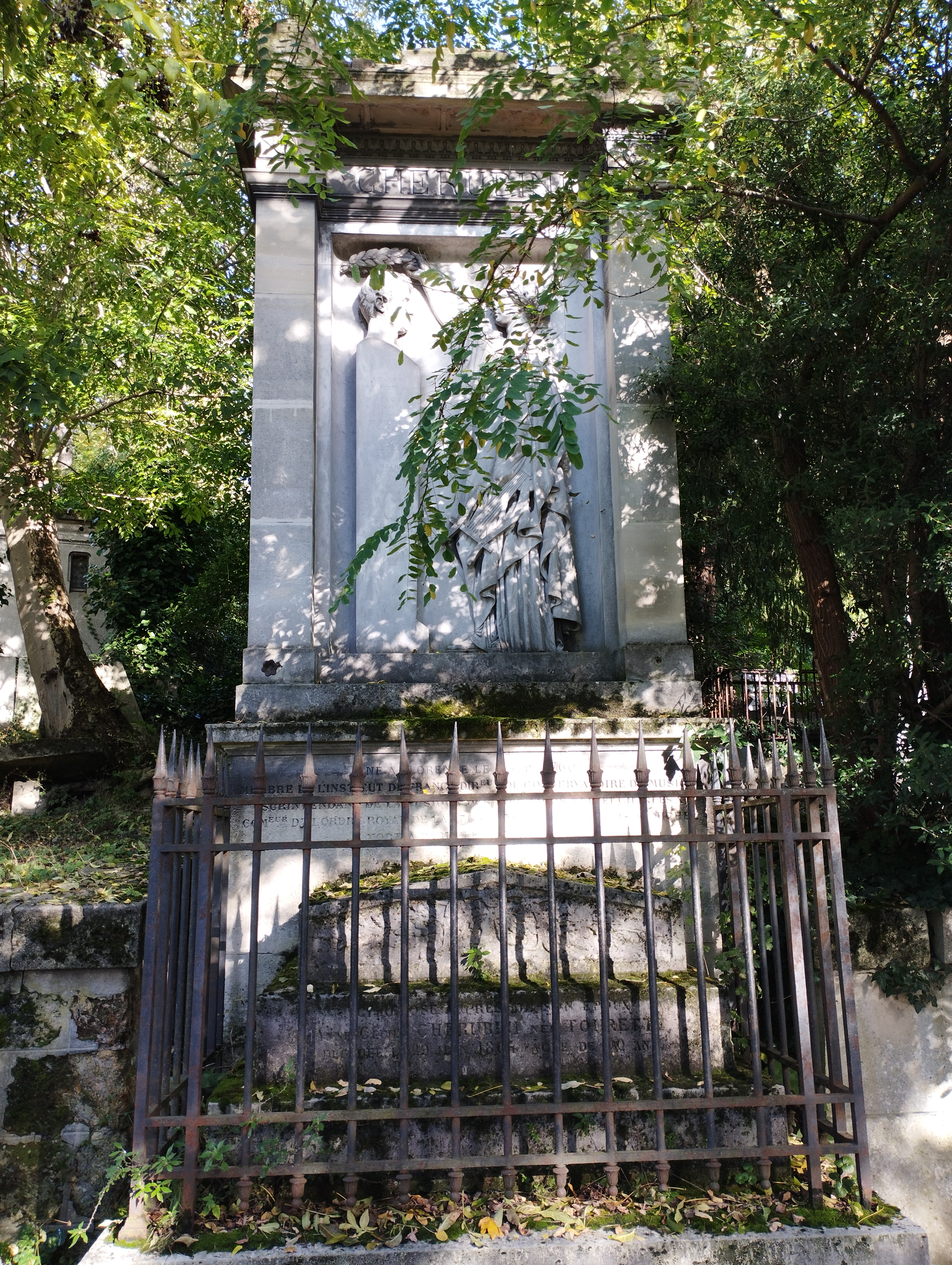
Tombe de Luigi Cherubini au cimetière du Père-Lachaise (division 11).

Son décès avenu le 15 mars 1842 à Paris  donne lieu à des funérailles nationales, durant lesquelles est joué son Requiem en ré mineur. Il est enterré au cimetière du Père-Lachaise (division 11, section VII). Son tombeau, conçu par l'architecte Achille Leclère, comporte un buste du compositeur, surmonté d'un bas-relief d'Auguste Dumont représentant La Musique.

## Œuvres
Luigi Cherubini laisse 300 œuvres dont la plupart ont sombré dans l'oubli.

### Œuvres musicales

#### Œuvres lyriques

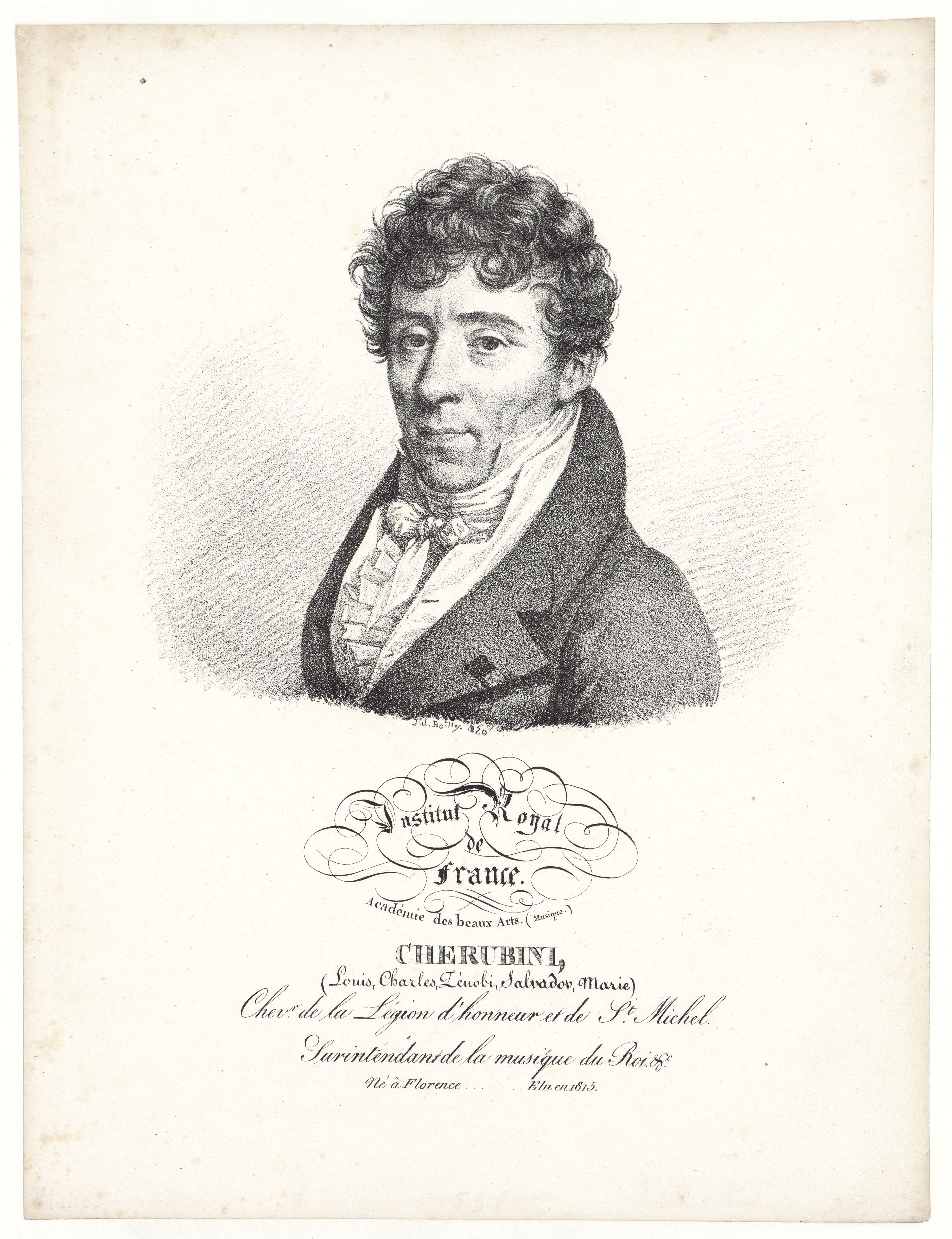
Portrait à l'Académie des Beaux-Arts (v. 1815-1824).

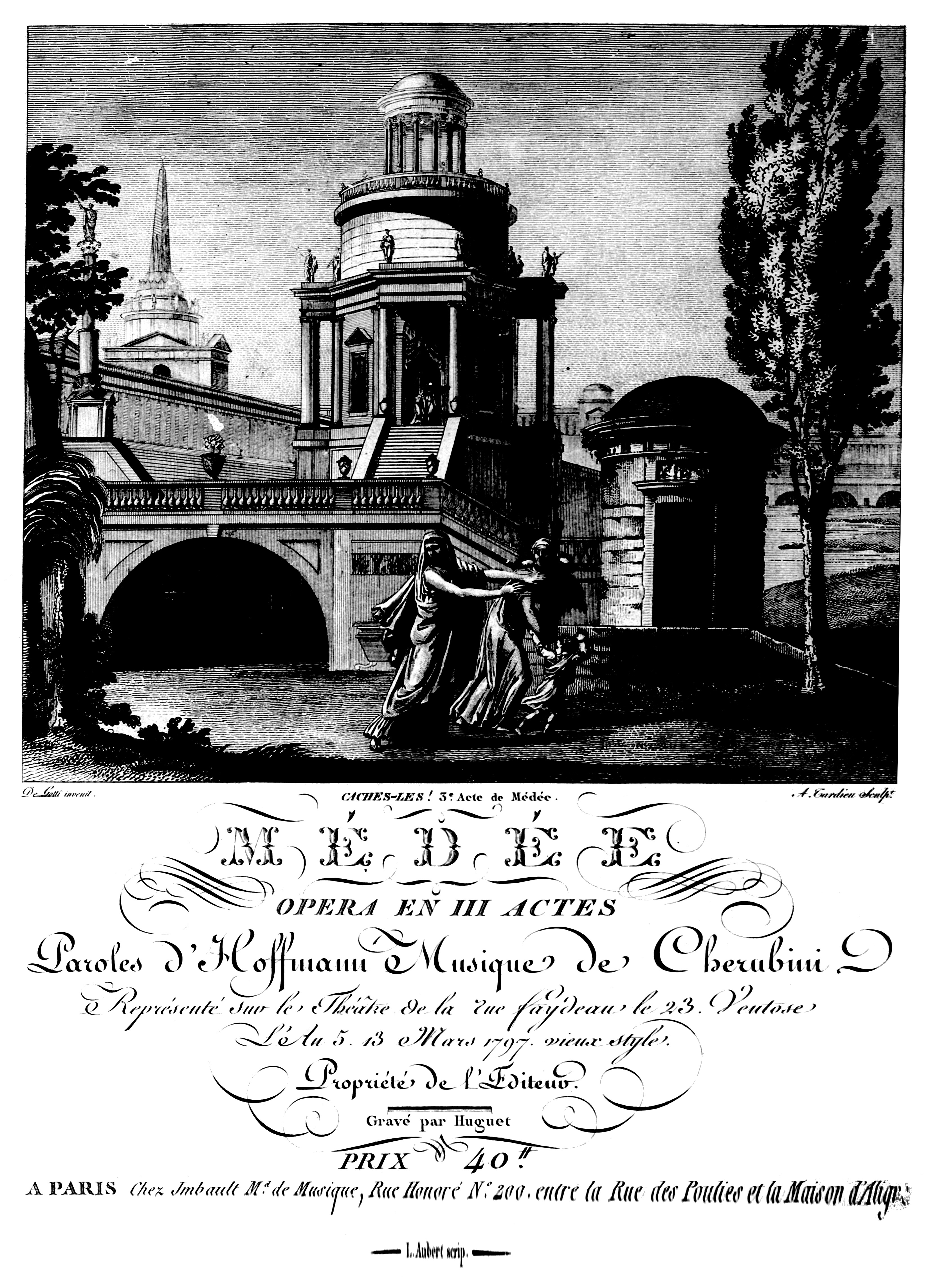
Première édition de Médée, 1797.

- 25 janvier 1782 : Armida abbandonata, opéra en trois actes, créé au Teatro della Pergola  de Florence ;
- 16 avril 1782 : Adriano in Siria, opéra en trois actes, créé au Teatro Armeni de Livourne ;
- 8 septembre 1782 : Il Mesenzio re d'Etruria, opéra en trois actes, créé au Teatro della Pergola de Florence ;
- janvier 1783 : Il Quinto Fabio, opéra en trois actes, créé au Teatro Argentina de Rome ;
- novembre 1783 : Lo Sposo di tre e marito di nessuna, opéra-bouffe en deux actes, créé au Teatro San Samuele de Venise ;
- début 1784 : L'Alessandro nell'Indie, opéra en deux actes, créé au Teatro Nuovo Regio Ducale de Mantoue ;
- 26 décembre 1784 : L'Idalide, opéra en deux actes, créé au Teatro della Pergola de Florence ;
- 2 avril 1785 : La finta principessa, opéra-bouffe en deux actes, créé au Kings Theatre de Londres ;
- 30 mars 1786 : Il Giulio Sabino, opéra en deux actes, créé au Kings Theatre de Londres ;
- 12 janvier 1788 : Ifigenia in Aulide, opéra en trois actes, créé au Teatro Regio de Turin ;
- 2 décembre 1788 : Demophoon, tragédie lyrique en trois actes, créé à l'Opéra de Paris ;
- 18 juillet 1791 : Lodoïska, comédie héroïque en trois actes, créée au théâtre Feydeau à Paris ;
- 1793 : Koukourgi, opéra comique en trois actes inachevé retrouvé à Cracovie (il manque le final) ;
- 26 février 1794 : Le Congrès des rois, comédie en trois actes et en prose mêlée d’ariettes, en collaboration avec onze autres auteurs, créé à l'Opéra-Comique (salle Favart) ;
- 13 décembre 1794 : Éliza ou Le Voyage aux glaciers du mont Saint-Bernard, opéra en deux actes créé au théâtre Feydeau ;
- 13 mars 1797 : Médée, opéra en trois actes (première version), créé au théâtre Feydeau ;
- 25 juillet 1798 : L'Hôtellerie portugaise, opéra-comique en un acte, créé au théâtre Feydeau ;
- 23 février 1799 : La Punition, comédie en un acte, créée au théâtre Feydeau ;
- 12 septembre 1799 : Emma ou La Prisonnière, opéra-comique en un acte en collaboration avec François-Adrien Boieldieu, créé au théâtre Montansier de Paris ;
- 16 janvier 1800 : Les Deux journées ou Le Porteur d'eau, opéra-comique en trois actes, créé au théâtre Feydeau ;
- 6 novembre 1802 : Médée, opéra en trois actes (deuxième version), créé à Vienne (Autriche) ;
- 4 octobre 1803 : Anacréon ou L'Amour fugitif (en), opéra-ballet en deux actes, créé à l'Opéra de Paris ;
- 25 février 1806 : Faniska, opéra en trois actes, créé au Theater am Kärntnertor à Vienne ;
- 30 novembre 1809 : Pimmalione (en), drame lyrique en un acte, créé au théâtre des Tuileries à Paris ;
- 1er septembre 1810 : Le Crescendo, opéra-comique en un acte, créé à l'Opéra-Comique de Paris ;
- 6 avril 1813 : Les Abencérages ou L'Étendard de Grenade, opéra en trois actes, créé à l'Opéra de Paris ;
- 1821 : Blanche de Provence ou La Cour des fées,  opéra en trois actes, musique de Henri-Montan Berton, François-Adrien Boïeldieu, Luigi Cherubini, Rodolphe Kreutzer et Ferdinando Paër ;
- 31 octobre 1831 : La Marquise de Brinvilliers, opéra-comique en trois actes, en collaboration avec huit compositeurs, dont Auber, Berton, Batton, Carafa ; Cherubini compose l'introduction du premier acte.
- 22 juillet 1833 : Ali-Baba ou Les Quarante voleurs, opéra en un prologue et quatre actes, créé à l'Opéra de Paris.

#### Musique religieuse
Messes
- Cinq messes perdues de 1773 à 1776 ;
- 1808 : Messe en la majeur à trois voix ;
- 1808-1809 : Messe en fa majeur dite Messe de Chimay ;
- 1811 : Messe en ré mineur, deuxième messe solennelle ;
- 1816 : Messe en ut majeur ;
- 1819 : Messe solennelle en sol majeur, pour le sacre de Louis XVIII ;
- 29 mai 1825 : Messe en la majeur, troisième messe solennelle, pour le sacre de Charles X à Reims.

Motets
- 38 motets , dont un Pater noster pour chœur et orchestre de 1816, plus tard arrangé pour violon solo et cordes par le compositeur (1834).

Requiem
- 1816 : Requiem en do mineur, pour chœur mixte, composé à la mémoire de Louis XVI en 1816 ;
- 1836 : Requiem en ré mineur, pour chœur masculin, composé pour ses propres funérailles en 1836.

#### Autres
- la Symphonie en ré, achevée le 24 avril 1824. Première à Londres le 1er mai 1824. Enregistrée le 10 mars 1952 au Carnegie Hall de New York par le NBC Symphony Orchestra sous la conduite d'Arturo Toscanini.
- 6 sonates pour le clavecin
- 6 quatuors
- Capriccio ou étude pour le pianoforte
- un quintette
- une cantate
- une ouverture
- l'Hymne au printemps, pour la Philharmonic Society de Londres
- l'Hymne du Panthéon, sur un poème de Marie-Joseph Chénier, 1794

### Discographie
Riccardo Muti est un spécialiste des œuvres religieuses de Luigi Cherubini.
| Année | Titre | Genre     | Label        |  |
| 1980  | Cherubini, Requiem pour la mort de Louis XVI, avec les Ambrosian Singers et le Philharmonia Orchestra sous la dir. de Riccardo Muti                                                     | Classical | EMI Classics |  |
| 1980  | Cherubini, Messe solennelle pour le couronnement de Charles X, avec le Philharmonia Chorus & Orchestra sous la dir. de Riccardo Muti                                                    | Classical | EMI Classics |  |
| 1988  | Cherubini, Messe solennelle pour le sacre de Louis XVIII, avec le London Philharmonic Chorus & Orchestra sous la dir. de Riccardo Muti                                                  | Classical | EMI Classics |  |
| 2006  | Cherubini, Missa solemnis, avec Ruth Ziesak, Marianna Pizolato, Herbert Lippert et Ildar Abdrazakov, le Chœur et l'Orchestre Radio-Symphonique de Bavière sous la dir. de Riccardo Muti | Classical | EMI Classics |  |

## Publications
- 1835 : Cours de contrepoint et de fugue
- Recueil de marches d'harmonies
- An XII (1803-1804) : Méthode de Chant du Conservatoire de Musique (avec notamment Mengozzi et Méhul.

## Distinctions et décorations
- 1814 : chevalier de la Légion d'honneur
- 1815 : membre de l'Académie des beaux-arts
- 1841 : commandeur de la Légion d'honneur

### Iconographie
- Dominique Ingres, Tableau-portrait de Cherubini, dit aussi Cherubini et la Muse de la poésie lyrique, 1842, musée du Louvre.
- Jules Boilly, Luigi Cherubini, 1820, lithographie.
- Edme Quenedey, Luigi Cherubini, Cabinet des estampes, Bibliothèque nationale de France.

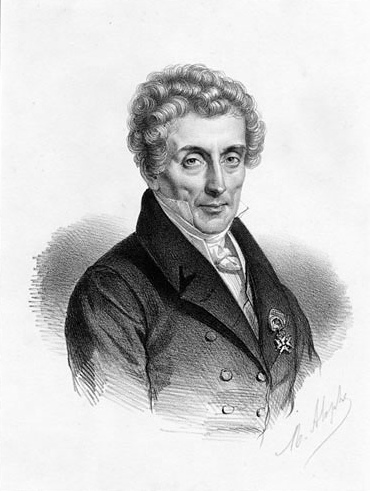
Portrait par Marie-Alexandre Alophe (vers 1850).
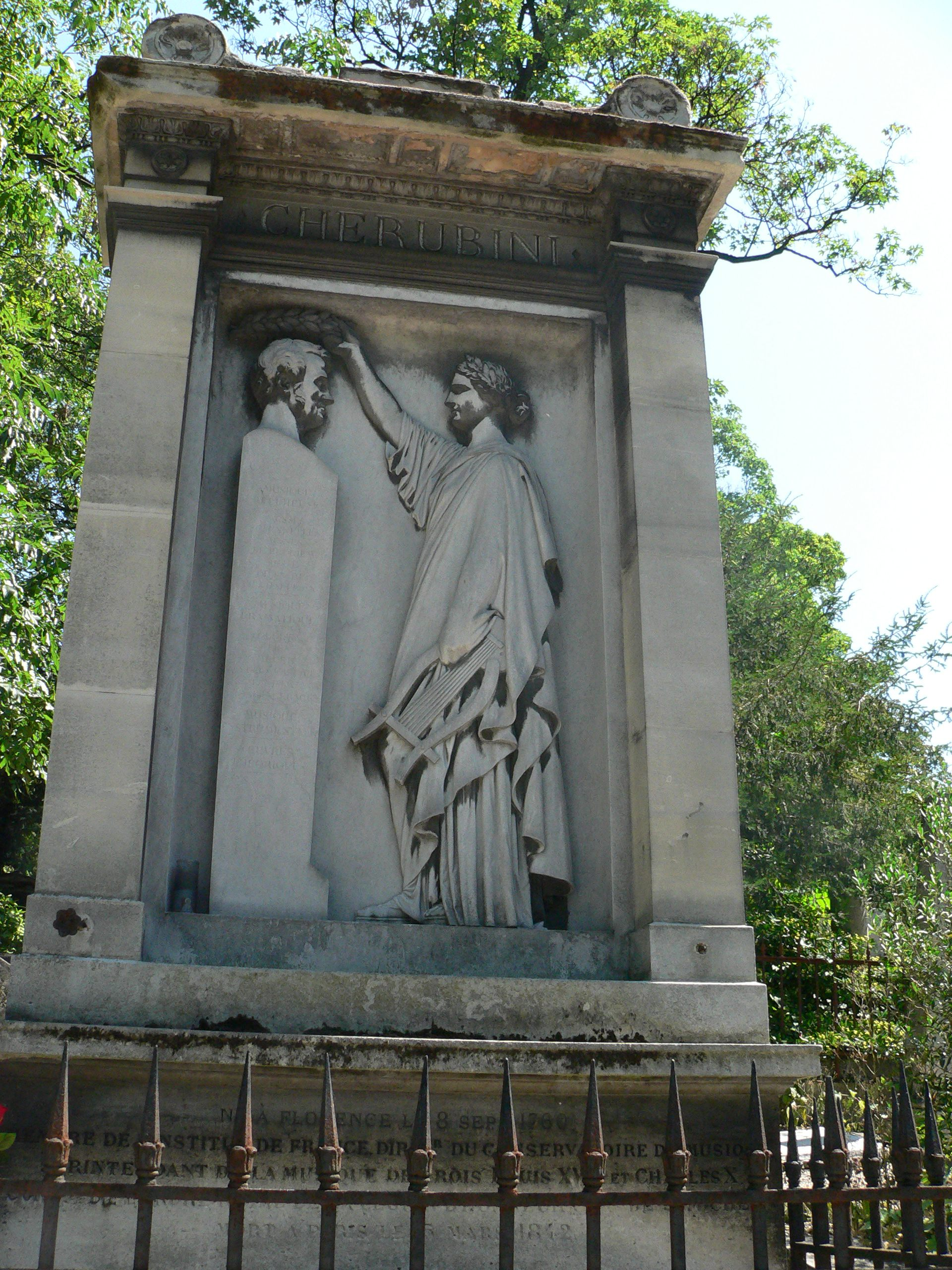
Tombe au cimetière du Père-Lachaise.
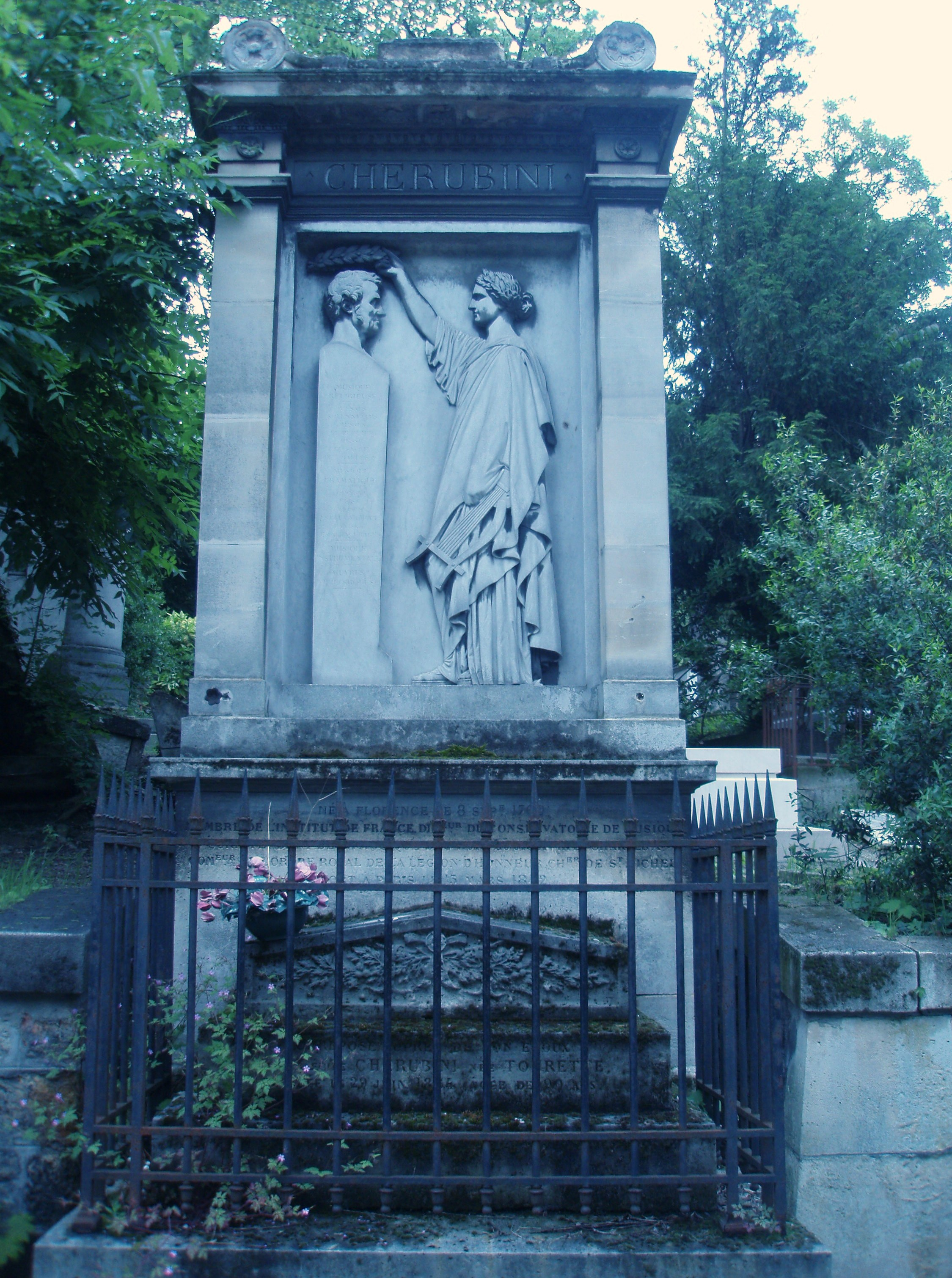
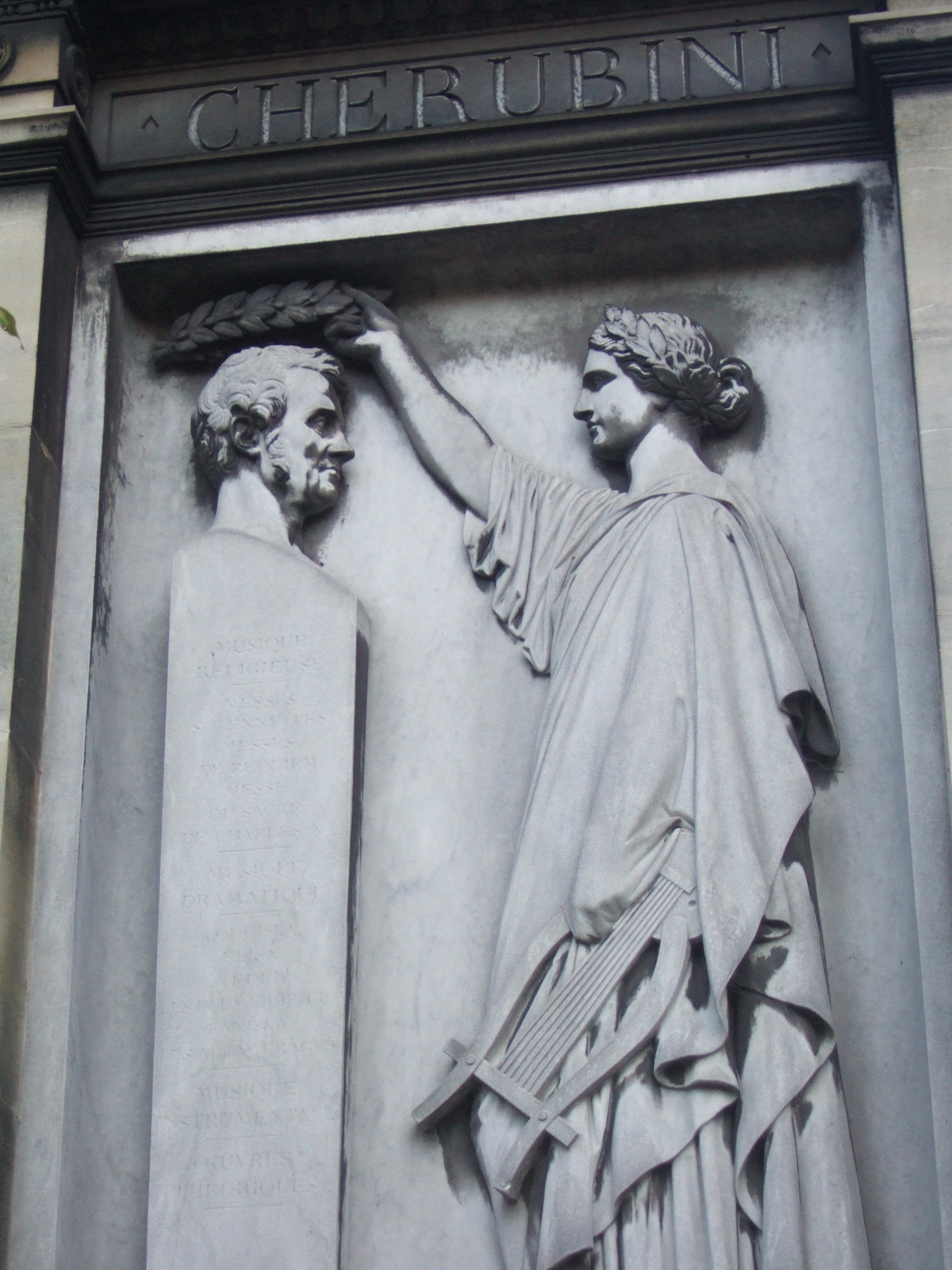